# الکس گرینویچ
الکساندر هارت گرینویچ (متولد ۲۸ نوامبر ۱۹۸۰) یک سیاستمدار گرجی اهل استرالیا و عضو مجلس قانونگذاری ایالت نیو ساوت ولز استرالیا از حوزه سیدنی است. وی به عنوان یک فرد مستقل کاندید شد. وی همچنین رئیس مشترک گروه (AME) است و از قانونی شدن سقط جنین و حقوق دگرباشان جنسی حمایت می‌کند.

## سالهای اولیه و پیشینه
گرینویچ در نیوزیلند از پدری گرجی و مادری آمریکایی متولد شد. پدر وی ویکتور گرینویچ دادیانوف سرکنسول افتخاری سابق گرجستان در سیدنی از ۲۰۰۴ تا ۲۰۱۳ بود. شاهزاده ویکتور دادیانوف از اشراف گرجی دادیانی متولد شده بود. ویکتور در هفت سالگی به همراه خانواده به سیدنی استرالیا نقل مکان کرد. او آن جا در مدرسه Sydney Grammar School تحصیل کرد؛ و تحصیلات خود را در رشته مدیریت منابع انسانی و مطالعات روسی در دانشگاه نیو ساوت ولز به پایان رساند.الکس گرینویچ از ۱ دسامبر ۱۹۹۸ تا ۱ دسامبر ۲۰۱۲، گرینویچ مدیر عامل مؤسسه استخدامی خود بود.